# Clark Churchill
Clark Churchill (* 17. Juni 1836 im Tioga County, Pennsylvania; † 4. April 1896 in Phoenix, Arizona-Territorium) war ein US-amerikanischer Jurist, Offizier, Grundbesitzer, Geschäftsmann und Politiker (Republikanische Partei).

## Werdegang
Clark Churchill, Sohn von Elizabeth Butler und Dr. Charles Churchill (* 1802), wurde in Pennsylvania geboren. Seine beiden Eltern waren aber geborene New Yorker. Seine Kindheit war von der Wirtschaftskrise von 1837 überschattet und die Folgejahre vom Mexikanisch-Amerikanischen Krieg. Churchill zog bereits in seiner Jugend an die Westküste der Vereinigten Staaten. Dort ließ er sich in San Francisco (Kalifornien) nieder. Er studierte Jura. Seine Zulassung als Anwalt erhielt 1862 und praktizierte in der Folgezeit in San Francisco. Auf das frühe Drängen von einigen der prominentesten Bürger in Kalifornien ging er dann nach Virginia City (Nevada), um dort deren große Beteiligungen betreffend der Erzlagerstätte Comstock Lode zu vertreten. In den folgenden drei Jahren setzte er sich für die Anliegen dieser Klienten ein. Während dieser Zeit heiratete er am 12. Oktober 1864 Margaretha Schmidt († 1890). Die Ehe blieb kinderlos. Durch seine erlangte Bekanntheit in Virginia City wurde er 1865 und 1866 zum City Attorney gewählt. Churchill durchreiste 1877 das Arizona-Territorium. Dabei erkannte er das große Potential für Geschäfte und entschloss sich daher dort dauerhaft niederzulassen. Er zog nach Prescott (Yavapai County). Zwischen 1884 und 1885 führte er als einer der wichtigen Grundbesitzer im Territorium einen erfolglosen Rechtsstreit gegen James Reavis. Churchill verfolgte neben seinen juristischen und geschäftlichen Ambitionen auch eine militärische Laufbahn. Je nach Quelle bekleidete er den Dienstgrad eines Colonels oder Generals. Im Herbst 1880 wurde er zum Adjutant General vom Arizona-Territorium ernannt – ein Posten, welchen er bis zum 30. April 1883 innehatte. Churchill bekleidete dann von 1883 bis 1887 und von 1889 bis 1891 den Posten des Attorney Generals des Arizona-Territoriums. Während dieser Zeit war er von 1882 bis 1887 Präsident und Executive Officer der Arizona Canal Company. Churchill verlegte zwischen 1887 und 1889 seinen Wohnsitz von Prescott nach Phoenix. Bei einer Geschäftsreise im Jahr 1880 nach Phoenix war er von den großen, vorhandenen Ressourcen und der Fruchtbarkeit des Bodens im Salt River Valley so beeindruckt, so dass er seinen Wohnsitz dorthin verlegen wollte. Daher trieb er die Entwicklung des Gebiets voran. In diesem Zusammenhang ist die Churchill Addition zu erwähnen, welche heute Teil von Phoenix ist. Churchill ließ sich dort ein Anwesen erbauen, welches zu jener Zeit eines der prächtigsten und teuersten im Westen war. Nach seinem Tod im Jahr 1896 in Phoenix wurde er dort auf dem Masons Cemetery beigesetzt.